# Shipton Solers
Shipton Solers – wieś w Anglii, w hrabstwie Gloucestershire, w dystrykcie Cotswold, w civil parish Shipton. Leży 9 km od miasta Cheltenham. W 1851 roku civil parish liczyła 96 mieszkańców. Shipton Solers jest wspomniana w Domesday Book (1086) jako Scip(e)tune.